# František Kulich
František Kulich (1. října 1870 Netřebice – 4. ledna 1963) byl rakouský politik české národnosti z Čech, na počátku 20. století poslanec Říšské rady.

## Biografie
V době svého působení v parlamentu se uvádí jako malorolník v Pátku.
Působil coby poslanec Říšské rady (celostátního parlamentu Předlitavska), kam usedl ve volbách do Říšské rady roku 1911, konaných podle všeobecného a rovného volebního práva. Byl zvolen za obvod Čechy 51.
V roce 1911 byl uváděn jako člen Českoslovanské strany agrární. Po volbách roku 1911 byl na Říšské radě členem poslaneckého Klubu českých agrárníků.